# John Edward Spence
John Edward Spence (auch Jack Spence genannt), OBE (* 1931 in Südafrika), ist ein britischer Politikwissenschaftler und emeritierter Professor des King’s College London. Er amtierte 1986/87 als Vorsitzende der British International Studies Association (BISA).

## Leben
Spence besuchte die Boy's High School in Pretoria, die University of the Witwatersrand in Johannesburg und die London School of Economics. Seine akademische Laufbahn führte ihn an University of Natal in Südafrika (1958– 60), das University College, Swansea (Wales) (1962–73) und als Professor an die University of Leicester 1973–91. Von 1991 bis 1997 war er Studiendirektor am Royal Institute of International Affairs. 1997 wechselte er an das Department of War Studies am King’s College, wo er seither Professor für Diplomatie ist.
Im Jahr 2003 wurde Spencer als Officer des Order of the British Empire (OBE) ausgezeichnet. Außerdem erhielt er Ehrendoktorwürden der University of Leicester, der University of the Witwatersrand und der University of Nottingham.
Im Jahr 2014 wurde der Jack-Spence-BA-Preis für Internationale Beziehungen eingeführt. Der Preis wird an Studierende verliehen, die im BA-Studiengang Internationale Beziehungen außergewöhnliche akademische Leistungen erbringen.
Seine aktuellen Forschungsprojekte sind: Dichter gegen Historiker –  konkurrierende Narrative im Ersten Weltkrieg, Die englische Schule der internationalen Beziehungen sowie die Außenpolitik Tony Blairs.

## Schriften (Auswahl)

### Monographien
- Mit David Welsh: Ending apartheid. Longman, Harlow/New York 2011, ISBN 978-0-58250-598-8.
- Republic under pressure. A study of South African foreign policy. Oxford University Press, London/New York 1965.

### (Mit-)Herausgeberschaften
- Violence in Southern Africa. Frank Cass, London/Portland 1997, ISBN 0714646652.
- British politics in perspective. St. Martin's Press, New York 1984, ISBN 0312105088.